# Kongevåge
Kongevåge (latin: Buteo regalis) er en rovfugl, der lever i det vestlige Nordamerika.